# Мышецкий, Яков Тимофеевич
Яков Тимофеевич Мышецкий (1667 — 1722) — князь, воевода и асессор во времена правления Петра I Алексеевича.
Сын князя Тимофея Фёдоровича Мышецкого.

## Биография
Службу начал (с 1689). Был в походе под Воскресенским монастырём (1689). В походе из Белгорода с князем Яковом Фёдоровичем Долгоруковым (1698). Воевода в Старом Осколе (1700-1701). Воевода в Обояни (1708). Послан из Киева в Бреславль с пороховой казной (1711), в том же году из Киева на Самару, водным путём, с денежной казною, а по прибытии велено быть воеводой в Самаре и ведать Самарский полк. По разрушении Самары, указано отвести Самарский полк в Полтаву к полковнику Акиму Никифоровичу Арсеньеву. Исполнив поручение отпущен в Москву. Получил с братьями поместье князя Фёдора Семёновича Мышецкого (1713). Был при делах у Смоленского губернатора (1714). Судья в Старом и Новом Осколе и Яблонове ( 1719). Судья в Алешне (1720). Царедворец, назначен асессором Воронежского Надворного суда (1722).
За князем Яковым Тимофеевичем числилось 17 крестьянских дворов в пяти уездах.
Имел двоих дочерей: княжны Прасковья и Степанида Мешецкие.